# Raffaele Adorno
Raffaele Adorno (Genova, 1375 – Genova, luglio 1458) fu il 23º doge della Repubblica di Genova.

## Biografia

Stemma nobiliare degli Adorno.

### Primi anni
Figlio del già doge Giorgio Adorno e di Benedettina Spinola, nacque a Genova nel 1375; fu il nipote di Antoniotto Adorno, fratello di Giorgio, che salì al dogato per ben quattro volte e pure come governatore genovese durante la dedizione verso Carlo VI di Francia. Fin da giovane ricevette un'educazione familiare e scolastica improntata sugli studi umanisti, di diritto e letterati, ma non trascurò la sfera militare partecipando, assieme ad altri esponenti della sua famiglia, nelle azioni armate contro gli antagonisti di suo zio Antoniotto Adorno. Nel 1394, verso settembre, gli annali lo riportano nelle terre savonesi dei marchesi Del Carretto.
Nei primi anni del XV secolo, durante la dedizione francese, Raffaele Adorno fu nominato dal governatore Jean II Le Meingre al comando di diverse galee in viaggio verso l'isola di Cipro e proprio nelle colonie orientali della Repubblica di Genova sviluppò personali collegamenti e traffici commerciali che gli procurarono, nel tempo, una cospicua ricchezza familiare. Già appartenente alla compagnia della Maona di Scio, su nomina del padre Giorgio Adorno nel 1385, fu nominato dal governatore Teodoro II del Monferrato console di Caffa, in Crimea, nel biennio 1410-1412.
Durante la dedizione genovese verso la signoria dei Visconti, e quindi del Ducato di Milano, fu eletto consigliere del comune di Genova nel 1422 (e ancora nel 1424) ed elettore delle Compere del Banco di San Giorgio nel 1424. In una data imprecisa, forse nel 1435 secondo lo storico De Rossi, fu inviato nel ruolo di diplomatico presso il conte di Castrojeriz Diego Gomez de Sandoval y Rojas. Nelle fasi finali della dedizione milanese, intorno al 1435-1436, Raffaele Adorno fu tratto in ostaggio a Milano e da lì a poco liberato, assieme al futuro doge Isnardo Guarco, dal duca Filippo Maria Visconti.

### Il dogato
Terminato il breve governo di otto Capitani di Libertà e i successivi tre dogati di Tomaso Fregoso, Raffaele Adorno fu eletto doge il 28 gennaio del 1443: il ventinovesimo nella storia repubblicana. Nei primi anni del suo dogato dovette affrontare la crisi diplomatica apertasi nella successione del Regno di Napoli preteso dagli Angiò, che ricevettero l'appoggio del suo predecessore Tomaso Fregoso e quindi di Genova, e da Alfonso V d'Aragona sostenuto dai Visconti. La nomina ufficiale del secondo sul reame napoletano comportò per la repubblica ad una pace obbligata nel 1444 e con l'obbligo annuale, verso la corona aragonese, del versamento di un bacile d'oro.
Ciò non bastò ad allontanare una sempre più presente minaccia del ducato milanese verso Genova, aggravato dalle numerosi incursioni delle piraterie catalana e turca sulle coste liguri e da altre ostilità tutte interne alla politica genovese che caratterizzarono il suo dogato. Un mandato difficile e pressato quello di Raffaele Adorno che mise fine il 4 gennaio 1447 quando, sembra volontariamente, consegnò il potere dogale al cugino Barnaba Adorno.
Lasciato il palazzo Ducale, ritornò a gestire i suoi commerci e i traffici nelle colonie orientali anche se in più occasioni, nel 1449 e ancora nel 1455, cercò di riprendersi il dogato o comunque un ruolo di potere grazie agli aiuti prestati dal duca Ludovico di Savoia prima e dagli stessi Aragonesi poi.
Morì presumibilmente a Genova nel luglio del 1458, ma fu sepolto per volontà della moglie Violante Giustiniani all'interno del castello di Silvano d'Orba nell'alessandrino, feudo degli Adorno.

## Discendenza
Raffaele Adorno sposò la nobildonna genovese Violante Giustiniani-Longhi, dalla quale ebbe i seguenti figli:
- Vannina, sposò Galeotto I Del Carretto, marchese di Finale;
- Agostino, conte di Rende e San Felice, sposò Argenta Spinola ed alla morte di questa si risposò con Francesca Maddalena Lascaris, contessa di Tenda);
- Girolamo;
- Giovanni;
- Lazzaro;
- Mariola;
- Luchina;
- Ambrogio;
- Simonetta, sposò Tommaso Lascaris, signore di Riez.